# Valdemar Wivel
Carl Siegfried Valdemar Wivel (10. marts 1836 i København – 19. august 1873) var en dansk kgl. kapelmusikus, bror til Carl Wivel.
Wivel var søn af snedker i København Jens Christian Wivel (1802-1860) og Lovise Emilie Alvsen (1811-1858). Han var musiker i Den Kongelige Livgarde fra 1856 og var kgl. kapelmusikus (valdhorn) fra 1864 til sin død 1873.
7. august 1868 ægtede han i Vor Frue Kirke i 2. ægteskab Johanne Marie Andersen. Han fik i sit 1. ægteskab sønnen, grosserer August Wivel (1863-1936), som var far til Carl-Eilert Wivel og Svend Wivel.
Titlen på Ole Wivels erindringer Romance for valdhorn er en reference til Valdemar Wivels profession.